# 雷電 (メタルギアシリーズ)
- メタルギアシリーズ > メタルギアシリーズの登場人物 > 雷電 (メタルギアシリーズ)

雷電（らいでん、1982年 - ）は、コナミ（現、コナミデジタルエンタテインメント）のアクションゲーム、メタルギアシリーズに登場する架空の人物で同シリーズの主人公の一人。
声優は堀内賢雄、英語版の声優はクイントン・フリンで、『サブシスタンス』に収録された「メタルギアライデン」ではチャーリー・シュラッターが担当した。

## 概要
本名はジャック。銀色の髪に中性的な風貌をしており、女性に間違えられた事もある。作中でもエマに「男前」と評されている。
性格は生真面目で単純。戦闘能力は非常に高く、ソリッド・スネークの兄弟の一人であるソリダス・スネークを討ち取ったことからもうかがえる。映画好きな一面を持ち、恋人のローズマリーとの出会いも映画についての口論が切っ掛けである。以前は喫煙者だったが、苦労の末に現在は禁煙している。
当初はFOXHOUNDの新米隊員として登場し、数多くのVR訓練を積んでいるものの実戦や殺人の経験は無いとされていた。しかし実際は少年兵として数多くの敵兵を殺害した過去を持つ。その記憶は操作されていたが、夜な夜な記憶の断片を悪夢として見ていた。これらの理由により自分の過去を避け、恋人であっても自分の心と部屋に入ってくる事を嫌い、普段はベッドや机といった必要最低限の物しかない部屋で生活している。
ビッグ・シェル潜入までのコードネームは「スネーク」だったが、サンズ・オブ・リバティのリーダーが「ソリッド・スネーク」と名乗っていたため「雷電」に変更された。コードネームの由来は第二次世界大戦中の大日本帝国海軍の局地戦闘機「雷電」で、彼が唯の兵器に過ぎないという意図が込められていた。戦闘機の雷電の連合国側のコードネームはJackで、本名と逆の関係になっている。ビッグ・シェル占拠事件終結時に「雷電」という役割との決別としてその名を捨てたはずだったが、改造後は「雷」の意味を込めて自ら雷電を名乗るようになる。
初登場となる『メタルギアソリッド2』（以下、『MGS2』）ではゲーム本編にあたる「プラント編」の主人公であり、彼が実質的な『MGS2』の主人公である。シリーズの中心人物であるソリッド・スネークに代わる主人公となったことで批判的な反響もあった。存在が明かされたのも発売一週間前であった。本編でも頭髪がカツラであることを疑われ続け、全裸のまま敵から逃げるゲームに登場させられるといった役回りを与えられていたが、以降も『サブスタンス』の「SNAKE TALES」ではローズ共々コメディに走ったキャラになっていたり、『メタルギアソリッド3』（以下、『MGS3』）では後述するライコフが登場したり、『メタルギアソリッド4』（以下、『MGS4』）のプロモーションでは主役の座をスネークから奪い取ろうと返り討ちに遭うムービーや後述する「メタルギアライデン」が作られたりなど、派生作品やプロモーション映像においてコメディ要素にも使われていた。一方、『MGS4』本編では高い戦闘能力を持つサイボーグとして活躍シーンが多数描かれ、『メタルギアライジング』では再び主役に抜擢されている。『オンライン』の他、いくつもの作品で使用可能キャラクターとして客演している（後述）。
- 義父：ソリダス・スネーク
- 妻：ローズマリー
  - 息子：リトル・ジョン（2009-）

## 来歴・関わった事件

### FOXHOUND入隊以前
リベリア出身で1980年代の少年時にソリダス・スネークに両親を殺害されている。その後、ソリダスの元で兵士として育てられ、反政府軍の少年兵としてリベリア内戦に参加。暗示をかける為として「マッチョな男が銃を持って戦う映画」を観させられ、幻覚作用のあるガンパウダーが入った料理を食べさせられていた。6歳で銃を持ち、10歳で小隊長となる。白人である事と殺人数から「白い悪魔」、さらにジャックという名前から「ジャック・ザ・リッパー」の異名で伝説となり、恐れられていた。内戦終結後は人権団体に保護されたのち、アメリカに渡るも救済センターを抜け出す。
バンドデシネ版の設定だが、同作にて少年兵だった過去が描かれている。両親が殺害された理由は「両親が雷電を連れてリベリアから国外逃亡を図るために国境を渡ろうとした際に、当時そこで作戦を展開していたソリダスによって集中砲火を浴び取り除かれた」とされている。そこで運よく生き延びた雷電をソリダスが息子同然に育て上げたが、戦功に目をつけた本国にいるソリダスのかつての雇い主（愛国者達）のエージェントに拉致された、とされている。
アメリカ陸軍に入隊した彼は、ナノマシンによる記憶操作と、VR訓練を施される。「キングコングが破壊したビルはエンパイアステートビルかクライスラービルか」という口論がきっかけで恋人であるローズと出会う。

### ビッグ・シェル占拠事件（プラント編）
- 『メタルギアソリッド2』（2001年発売）

2009年4月29日。海上除染施設「ビッグ・シェル」がサンズ・オブ・リバティと名乗る武装集団（テロリスト）に占拠された際に、大統領を救出すべく新生FOXHOUND隊員として単独潜入する。
この時に埋め込まれたナノマシンにより記憶を操作され、自身はFORCE21時代のVR訓練の経験しかなく、実戦は初めてで人を殺害したことがない新兵であるという、偽りの記憶を植え付けられていた。少年時代の記憶を「自分が傷付きたくないから」という理由で、意図的に忘れようとしており、この過去と向き合わない姿勢がAIシステム「G.W」に利用された。
本人は大佐やローズ、自称米海軍特殊部隊Navy SEALs隊員のイロコィ・プリスキン中尉や爆発物処理班のスティルマン、ミスターXなどの助言に従い、人質救出や、仕掛けられた爆弾の凍結作業を行っている。
テロリストの人質となっていたジェームズ・ジョンソン大統領と接触し、ビッグ・シェルが「愛国者達」の建造した巨大兵器「アーセナルギア」であることを知った後は、中枢AI「G.W」の破壊を目指した。有効なコンピューターウイルスの所持者であるエマ・エメリッヒの救助に向かったが、テロリストのメンバー、ヴァンプの襲撃でエマを失い、ウイルス注入にも失敗してアーセナルギアは起動、自身はサイボーグ忍者に気絶させられ、アーセナルギア内に捕えられた。
再会したソリダスによる拷問と会話で過去の記憶を徐々に取り戻したが、これにより現在の自分と周囲の状況を疑い始める。愛国者達のスパイ、オルガの協力で脱出した後に、雷電を囮にアーセナルギアへ潜入していたスネークと合流。それまで「大佐」や「ローズ」として自分に指示を出していたのが、AIであるG.Wの造った幻だったことが判明したことで自身に対する疑念をさらに強めたが、多数のメタルギアRAYとの戦闘も切り抜けた。
ウイルスの影響で機能不全となったアーセナルギアがニューヨークのフェデラルホールに突入して停止するまでの間に、一連の自分の体験は「情報管理の中での無意識的な人間の支配」のための演習だったことも知り、演習の完結となることを自覚しながらも、ソリダスとは一騎討ちにて決着をつけている。その後、スネークの意思を聞き、本物のローズと連れ添って、崩壊したニューヨークの街へと消えていった。
偽りの記憶が彼の中にあったが、ローズとの思い出に関しては真偽入り交じっていた模様。

### ガンズ・オブ・ザ・パトリオット事件
- 『メタルギアソリッド4』（2008年発売）

2014年。デモシーンおよび特定ステージのみの登場で、プレイヤーが操作する機会はない。ローズとともに生活していたが、ソリダス・スネークとの接触からリベリア内戦当時の記憶を思い出したことで生活が荒み、ローズのもとを去ってしまう。彼女への想いは常に抱いていた模様。
ビッグ・ママが率いる対「愛国者達」レジスタンスの「失楽園の戦士」やボリスと協力してエリア51からサニーを救出した後、「ビッグ・ボスの遺体」を取り戻すために動き始める。しかしその途中で「愛国者達」に囚われ、人体強化改造の被験体にされる。その後、「失楽園の戦士」に救出され、ビッグ・ママが懇意にしていた東欧のサイバネティックスの世界的権威・マッドナー博士によって、血液を「ホワイトブラッド」と呼ばれる旧式人工血液に置き換えられ、一定時間毎に透析を行わないと自家中毒症状を起こすようになった代わりに、高周波ブレードと投げナイフを駆使した接近戦用の強化外骨格を纏った。剣は足裏で掴んで持つ事も出来、蹴りと連動して振るう。スネークからもらったSOCOMピストルも右腿のホルスターにある。
リキッド・オセロット暗殺任務を請け負っていたソリッド・スネークの援護に現れる。南米ではIRVING複数を撃破し、ヴァンプとの戦いにも辛うじて勝利するも、マッドナー博士の発明したホワイトブラッド専用の透析機での治療を受けることとなる。続くシャドーモセス島の戦闘ではスネークの危機に駆けつけ、ヴァンプとの因縁に決着を着ける。その後、メタルギアREXに搭乗するスネークらと脱出の際に月光の爆発に巻き込まれ、瓦礫に埋もれてしまう。片腕を自ら切断することによって辛くも抜け出すが、REXとRAYの死闘後に現れたアーセナル・シップ、アウターヘブンの突進から疲弊しきったスネークを守るために盾となるも、圧倒的質量に押し潰され、左腕を磨り潰され海中に沈む。死亡したように思えたが、リキッドが退散した後にオタコンによって救出され一命を取り留める。その後、アウターヘイブンに潜入したスネークが中枢直前で危機に陥った際にも両腕のない状態で援護に現れ、高周波ブレードを口に咥えて敵兵の一団と渡り合った。
事件の後に強化外骨格は取り除かれ、失った両腕にはより人間の皮膚に近い義腕が取りつけられた。また、疎遠になっていたローズから、ロイ・キャンベルとの婚姻と胎児の流産は、「愛国者達」からの監視を欺く為の偽装であったことを明かされる。息子であるジョンは無事に育っており、そこで初めて顔を合わせた。真実を聞かされた後にローズマリーと復縁、ジョンとも心を通わせ新しい人生を家族と共に生きていくことを決意する。
その後については詳細に語られていないが、自分の寿命が尽きるまで世界を見届けると語り合うスネークとオタコン、サニーの輪の中で「みんな」という形容が使われており、小島秀夫は特典ディスクのインタビューで「サニーの“みんな”が誰を指すのかは敢えてハッキリとは描写せず、プレイヤーの想像に委ねる。もしかしたら雷電（ジャック）も居たかもしれない。そういうことをユーザーの皆さんに想像してみてほしい」と述べている。

### 新興国首相誘拐事件・アブハジア首都占拠事件
- 『メタルギア ライジング リベンジェンス』（2013年発売）

2018年。民間軍事警備会社 (PMSCs) 「マヴェリック・セキュリティ・コンサルティング」に所属しており、その優れた兵士・サイボーグとしての技能を活かして、要人警護や国軍の指導の請負をしていた。高周波ブレードを扱う内に柳生宗矩が兵法家伝書で伝える「活人剣」に発想を得て、一人の悪を斬り多くを救う「一殺多生」を信条としている。
人工複眼（Artificial Compound Eye - ACE）ユニットが左目部分のみになり、電気で動くカーボンナノチューブ(Carbon Nano Tube - CNT)筋繊維で透析がいらなくなった義体も手に入れた。アフリカの任務失敗後に特殊作戦用義体に換装。この義体には下唇が無いので栄養パックの交換などで必要な栄養を補う。敵対サイボーグの電解質を吸着する機能を付加された高周波ブレードで斬りつけ燃料電池の電解質を回復でき、敵の体を斬って自己修復ユニットを獲って（斬奪）吸収する（手で握りつぶす）事で義体の損傷と電力を瞬時に回復する修復用ナノマシンを装備。一定条件下でスローモーションで敵を斬る「斬撃モード」も発動可能。左目部分に2億画素の眼帯型ACEユニットを搭載。頭部両側面の索敵・状況分析用合体型バイザーの視覚情報には「オーグメントモード」時に拡張現実が投影され、視野に通信メニュー等のインターフェイスが展開される。高周波ブレードが納められる鞘は基本的に背中に固定されているが、アームパーツにより左腰へ移動・抜刀が可能。物語が進行するとFC(Fuel Cell - 燃料電池）ゲージが100%時に「リッパーモード」が使用可能になり、燃料電池の消費量が多くなり攻撃力が10倍になる。
搾取される弱者の救済といった雷電の目的・望みの前に、法的な制約が付きまとうPMSCsでの活動では限界があるとの考えに至り、退社。自己が内面に抱える大きな闇とも対峙する事になり、「ミーム（MEME：文化的遺伝子）の感染・拡散」というメタルギアシリーズ共通の要素が登場する。スティーブン・アームストロングの野望・理想とは全く相容れなかったが、雷電自身が「力で敵を黙らせ生き延びてきた人間」という事は否定しなかった。
今作においては、相変わらず精神的な危うさが散見されるものの、同僚で後輩のコートニーを度々「お嬢ちゃん」と呼ぶなどの軽口、「とんだ悪党」と同僚のケヴィンに言わしめる計算ずくの不法行為、敵前で闘志をあらわにした恫喝等、前作と比べやや豪胆な様子も描写されている。また、作中幾度となく金属の下顎への攻撃を受け、度々顎が赤熱している。
映画好きをうかがわせる無線会話は幾つか存在し、自分は文化系だと発言している。一方、スポーツ観戦をする習慣は無いらしくスポーツの妙を解する感性を今ひとつ持ち合わせていない事をうかがわせる（ケビンとの無線より）。
ローズに関する話題は無線会話に複数回登場しており、脳へ供給されるブドウ糖は体内に有る量で一週間は保ち消化はナノマシンが行い、味覚のON・OFFが出来る事も挙げられている。息子の事を嬉しそうに語り、会えない事を憂う等、子煩悩な面も露見する。

## イワン・ライデノヴィッチ・ライコフ
1964年が舞台である『MGS3』には、容姿や声が酷似したイワン・ライデノヴィッチ・ライコフという人物が登場する。「ヴィッチ」はスラブ系言語における父称であり、言葉の内容は雷電の家系であることを意味するが、関係性については明確にされていない。他の主要キャラクターのように、殺害することでタイムパラドックスが起きることも無い。
格闘スタイルが雷電と同じで、拘束し尋問をすると『MGS2』の雷電の台詞を言う。また、彼をロッカーに隠すイベントではロッカーのなかに雷電のポスターが貼ってある。男性であるが、上司のヴォルギン大佐の愛人とされており、パロディムービーの「メタルギアライデン」では雷電がライコフと勘違いされてヴォルギンに襲われそうになる。
『ポータブル・オプス』の舞台となった時期（1970年）には、ヴォルギン大佐死亡後の権力者競争に敗北し、サンヒエロニモ半島に左遷され、そこでも横暴が目立ったために味方の反乱軍に拘束されてしまった。スネークたちが接触することで仲間にすることが可能。当初はヴォルギンを殺したスネークへの協力を拒んでいたが、事件解決に貢献すれば英雄として軍に返り咲けるとキャンベルに説得され、考えを改める。『ポータブル・オプス+』では雷電がユニークキャラクターとして登場している。
『メタルギアソリッドV』には直接は登場しないものの、1984年にはアフガニスタンのソ連軍基地に赴任していることが現地の兵士の会話から聞ける。赴任後は狼のような犬の世話をしていたが、その犬が出産した子犬が行方不明になったらしく、その子犬こそが主人公であるヴェノム・スネークに拾われてバディとなるD.Dである可能性が示唆されている。

## メタルギアオンライン

### メタルギアオンライン
『サブシスタンス』同梱の『オンライン』ではライコフがユニークキャラクターとして登場した。格闘スタイルはスネークのものと同様に変更されたが、CQCは敵の股間を握りつぶすという独自のアクションが導入されている。このほか、視線を釘付けにするアイテムのグラビア雑誌に反応しない、赤外線ゴーグルが蝶の形をした眼鏡に変化するなどの特徴がある。

### メタルギアオンライン2
『MGS4』同梱の『オンライン』においては、2009年3月17日よりユニークキャラクターとして『MGS4』仕様の雷電が登場。本編では不可能だったプレイヤーによる操作が可能となった。専用武器として、高周波ブレードと投げナイフを装備でき、他のキャラクターと比べて移動速度が速く、正面からの銃撃を弾く、高所から落ちてもダメージを受けない、バイザーを装着することで仕掛けられたトラップを視覚化できる、チームメンバーを踏み台にして高所へ登る「リフトアップ」が必要な段差を単独で飛び越えられるなどの特性がある。使用するには拡張パック「SCENE EXPANSION」の購入が必要。

## 誕生の経緯
小島は、ゲーム製作時のアンケートで女子中学生から「こんなにオヤジばっかり出るゲームは嫌だ、発売されても絶対に買わない」と言われたことに製作陣がショックを受け、女性ファンも取り込む若い美形のキャラクターとして考案したと述べており、「歴戦の戦士であるソリッド・スネークが、何度も初期状態に戻って戦うのはおかしいと思ったので、新しい主人公を立てようと思った」という考えも公開している。
小島は2010年4月26日から28日にかけてのtwitterで、2008年公開のフランス映画「ジョニー・マッド・ドッグ」などで取り上げられた少年兵問題を『MGS2』で扱おうとしていたとしている。
没になった設定として、雷電が銃を撃つとガンパウダーで過去の映像を頻繁にフラッシュバックし、そのとき写る国旗が一見アメリカ国旗だが、実はリベリア国旗であることが後に明らかになるなどの設定があったという。「自由の国」アメリカによって建国されたリベリアの内戦において雷電が少年兵となったこと、ナノマシンを通じて雷電を操っていたコンピューター「G.W」が、「ジョージ・ワシントン」の頭文字である等の設定も、他の物語の設定と絡むものとなるはずだった。
小島はゲーム内で使用するため少年兵関連の映像を集め、自ら編集もしていたが、ストップがかかり、その映像は使えなくなってしまった。数日後、同じ映像が少年兵問題を扱ったNHKスペシャルで放送されたことで、「大きな雪辱（屈辱）感」を感じ、ゲーム製作をやめようかとまで思ったという。
なお、当初名前の表記はカタカナの“ライデン”だった。しかし、9.11により、スタッフがウサマ・ビンラディンを思い浮かべたので、漢字表記となった。

## メタルギアライデン
東京ゲームショウ2005で公開されたパロディティザートレーラー。正式名称は「Metal Gear Raiden: Snake Eraser」。『サブシスタンス』ではシークレットシアターの一つとして収録されている。

### あらすじ
『メタルギアソリッド4』の主人公が再びスネークになると知った雷電は主役の座を奪うべく1964年のツェリノヤルスクにタイムワープし、ビッグ・ボス（ネイキッド・スネーク）を抹殺する形でその息子であるソリッド・スネークの存在を消そうとする。しかしオセロットとキスをする羽目になったり、ライコフと間違われてヴォルギンに襲われたり、ザ・ボスの胸に見惚れて引っ叩かれたりなど散々な目に遭った挙句、シャゴホッドに潰されそうになる。しかし命を狙っていたネイキッド・スネークに救われ、彼が伝説たる所以を知って暗殺をやめる。その後はビッグ・ボスの称号授与式にちゃっかり参加して拍手を送った雷電だったが、ソリッド・スネーク抹殺は諦めておらず今度は1999年のザンジバーランドに飛び、当時のソリッド・スネークに直接襲い掛かる。しかし最終決戦に横槍を入れた所為でビッグ・ボスに撃退されてしまい、「やはり殺しておくべきだった…！」と叫びながら現代に帰る。
結局過去を変えられなかった雷電はローズに未来で頑張るように諭される。しかしまだ『MGS4』の主役を諦めきれておらず、「5があるんじゃない？」と言われた。

## その他の出演作品
『メタルギアソリッド ポータブル・オプス+』（コナミ）
追加ユニークキャラクターとして登場している。
『プレイステーション オールスター・バトルロイヤル』（ソニー・コンピュータエンタテインメント）
『ライジング』に先駆けて操作可能キャラクターとして登場している。
『メタルギアソリッドV グラウンド・ゼロズ』（コナミ）
スナッチャーを排除する特別ミッション「ジャメヴ・ミッション」で操作キャラクターとして登場している。当初はXbox 360とXbox Oneのみのミッションだったが、アップデートによりPS4とPS3でも遊べるようになった。
同じく『メタルギアソリッドV ファントムペイン』では、本人ではないが、MGRスタイルの雷電がコスチュームとして使用可能。